# Nyakarago
Nyakarago är ett vattendrag i Burundi.   Det ligger i provinsen Muramvya, i den centrala delen av landet, 26 km öster om huvudstaden Bujumbura.
Omgivningarna runt Nyakarago är en mosaik av jordbruksmark och naturlig växtlighet. Runt Nyakarago är det tätbefolkat, med 369 invånare per kvadratkilometer.